# Vladimir Jovović
Vladimir Jovović (in cirillico: Владимир Јововић?; Nikšić, 26 ottobre 1994) è un calciatore montenegrino, attaccante del Neftchi Fergana e della nazionale montenegrina.

## Carriera

### Club
Con la maglia del Sutjeska Nikšić ha giocato nella massima serie del campionato montenegrino e in ambito internazionale.

### Nazionale
Ha giocato nelle nazionali giovanili montenegrine Under-19 ed Under-21.
Ha esordito in nazionale maggiore il 15 novembre 2013 in Lussemburgo-Montenegro (1-4).

## Statistiche

### Cronologia presenze e reti in nazionale
| Cronologia completa delle presenze e delle reti in nazionale ― Montenegro | Cronologia completa delle presenze e delle reti in nazionale ― Montenegro | Cronologia completa delle presenze e delle reti in nazionale ― Montenegro | Cronologia completa delle presenze e delle reti in nazionale ― Montenegro | Cronologia completa delle presenze e delle reti in nazionale ― Montenegro | Cronologia completa delle presenze e delle reti in nazionale ― Montenegro | Cronologia completa delle presenze e delle reti in nazionale ― Montenegro | Cronologia completa delle presenze e delle reti in nazionale ― Montenegro |
| Data                                                                      | Città                                                                     | In casa                                                                   | Risultato                                                                 | Ospiti                                                                    | Competizione                                                              | Reti                                                                      | Note                                                                      |
| ------------------------------------------------------------------------- | ------------------------------------------------------------------------- | ------------------------------------------------------------------------- | ------------------------------------------------------------------------- | ------------------------------------------------------------------------- | ------------------------------------------------------------------------- | ------------------------------------------------------------------------- | ------------------------------------------------------------------------- |
| 17-11-2013                                                                | Lussemburgo                                                               | Lussemburgo                                                               | 1 – 4                                                                     | Montenegro                                                                | Amichevole                                                                | -                                                                         | 84’                                                                       |
| 8-9-2014                                                                  | Podgorica                                                                 | Montenegro                                                                | 2 – 0                                                                     | Moldavia                                                                  | Qual. Euro 2016                                                           | -                                                                         | 66’                                                                       |
| 9-10-2014                                                                 | Vaduz                                                                     | Liechtenstein                                                             | 0 – 0                                                                     | Montenegro                                                                | Qual. Euro 2016                                                           | -                                                                         |                                                                           |
| 12-10-2014                                                                | Vienna                                                                    | Austria                                                                   | 1 – 0                                                                     | Montenegro                                                                | Qual. Euro 2016                                                           | -                                                                         | 70’                                                                       |
| 15-11-2014                                                                | Podgorica                                                                 | Montenegro                                                                | 1 – 1                                                                     | Svezia                                                                    | Qual. Euro 2016                                                           | -                                                                         |                                                                           |
| 29-5-2016                                                                 | Adalia                                                                    | Turchia                                                                   | 1 – 0                                                                     | Montenegro                                                                | Amichevole                                                                | -                                                                         | 75’                                                                       |
| 11-10-2016                                                                | Copenaghen                                                                | Danimarca                                                                 | 0 – 1                                                                     | Montenegro                                                                | Qual. Mondiali 2018                                                       | -                                                                         | 63’                                                                       |
| 11-11-2016                                                                | Erevan                                                                    | Armenia                                                                   | 3 – 2                                                                     | Montenegro                                                                | Qual. Mondiali 2018                                                       | -                                                                         | 74’                                                                       |
| 4-6-2017                                                                  | Podgorica                                                                 | Montenegro                                                                | 1 – 2                                                                     | Iran                                                                      | Amichevole                                                                | -                                                                         | 71’                                                                       |
| 10-6-2017                                                                 | Podgorica                                                                 | Montenegro                                                                | 4 – 1                                                                     | Armenia                                                                   | Qual. Mondiali 2018                                                       | -                                                                         | 85’                                                                       |
| 4-9-2017                                                                  | Podgorica                                                                 | Montenegro                                                                | 1 – 0                                                                     | Romania                                                                   | Qual. Mondiali 2018                                                       | -                                                                         | 84’                                                                       |
| 5-10-2017                                                                 | Podgorica                                                                 | Montenegro                                                                | 0 – 1                                                                     | Danimarca                                                                 | Qual. Mondiali 2018                                                       | -                                                                         | 85’                                                                       |
| 8-10-2017                                                                 | Varsavia                                                                  | Polonia                                                                   | 4 – 2                                                                     | Montenegro                                                                | Qual. Mondiali 2018                                                       | -                                                                         | 77’                                                                       |
| 23-3-2018                                                                 | Nicosia                                                                   | Cipro                                                                     | 0 – 0                                                                     | Montenegro                                                                | Amichevole                                                                | -                                                                         |                                                                           |
| 27-3-2018                                                                 | Podgorica                                                                 | Montenegro                                                                | 2 – 2                                                                     | Turchia                                                                   | Amichevole                                                                | -                                                                         | 79’                                                                       |
| 28-5-2018                                                                 | Zenica                                                                    | Bosnia ed Erzegovina                                                      | 0 – 0                                                                     | Montenegro                                                                | Amichevole                                                                | -                                                                         | 73’                                                                       |
| 2-6-2018                                                                  | Podgorica                                                                 | Montenegro                                                                | 0 – 2                                                                     | Slovenia                                                                  | Amichevole                                                                | -                                                                         | 62’                                                                       |
| 7-9-2018                                                                  | Ploiești                                                                  | Romania                                                                   | 0 – 0                                                                     | Montenegro                                                                | UEFA Nations League 2018-2019 - 1º Turno                                  | -                                                                         |                                                                           |
| 10-9-2018                                                                 | Podgorica                                                                 | Montenegro                                                                | 2 – 0                                                                     | Lituania                                                                  | UEFA Nations League 2018-2019 - 1º Turno                                  | -                                                                         |                                                                           |
| 11-10-2018                                                                | Podgorica                                                                 | Montenegro                                                                | 0 – 2                                                                     | Serbia                                                                    | UEFA Nations League 2018-2019 - 1º Turno                                  | -                                                                         |                                                                           |
| 14-10-2018                                                                | Vilnius                                                                   | Lituania                                                                  | 1 – 4                                                                     | Montenegro                                                                | UEFA Nations League 2018-2019 - 1º Turno                                  | -                                                                         | 72’                                                                       |
| 17-11-2018                                                                | Belgrado                                                                  | Serbia                                                                    | 2 – 1                                                                     | Montenegro                                                                | UEFA Nations League 2018-2019 - 1º Turno                                  | -                                                                         |                                                                           |
| 20-11-2018                                                                | Podgorica                                                                 | Montenegro                                                                | 0 – 1                                                                     | Romania                                                                   | UEFA Nations League 2018-2019 - 1º Turno                                  | -                                                                         | 29’                                                                       |
| 22-3-2019                                                                 | Sofia                                                                     | Bulgaria                                                                  | 1 – 1                                                                     | Montenegro                                                                | Qual. Euro 2020                                                           | -                                                                         | 78’ 81’                                                                   |
| 25-3-2019                                                                 | Podgorica                                                                 | Montenegro                                                                | 1 – 5                                                                     | Inghilterra                                                               | Qual. Euro 2020                                                           | -                                                                         | 74’                                                                       |
| 7-6-2019                                                                  | Podgorica                                                                 | Montenegro                                                                | 1 – 1                                                                     | Kosovo                                                                    | Qual. Euro 2020                                                           | -                                                                         |                                                                           |
| 10-6-2019                                                                 | Olomouc                                                                   | Rep. Ceca                                                                 | 3 – 0                                                                     | Montenegro                                                                | Qual. Euro 2020                                                           | -                                                                         |                                                                           |
| 5-9-2019                                                                  | Podgorica                                                                 | Montenegro                                                                | 2 – 1                                                                     | Ungheria                                                                  | Amichevole                                                                | -                                                                         | 72’                                                                       |
| 11-10-2019                                                                | Podgorica                                                                 | Montenegro                                                                | 0 – 0                                                                     | Bulgaria                                                                  | Qual. Euro 2020                                                           | -                                                                         | 67’                                                                       |
| 14-10-2019                                                                | Pristina                                                                  | Kosovo                                                                    | 2 – 0                                                                     | Montenegro                                                                | Qual. Euro 2020                                                           | -                                                                         | 7’ 74’                                                                    |
| 14-11-2019                                                                | Londra                                                                    | Inghilterra                                                               | 7 – 0                                                                     | Montenegro                                                                | Qual. Euro 2020                                                           | -                                                                         | 65’                                                                       |
| 19-11-2019                                                                | Podgorica                                                                 | Montenegro                                                                | 2 – 0                                                                     | Bielorussia                                                               | Amichevole                                                                | -                                                                         | 77’                                                                       |
| 11-11-2020                                                                | Podgorica                                                                 | Montenegro                                                                | 0 – 0                                                                     | Kazakistan                                                                | Amichevole                                                                | -                                                                         | 57’                                                                       |
| 17-11-2020                                                                | Podgorica                                                                 | Montenegro                                                                | 4 – 0                                                                     | Cipro                                                                     | UEFA Nations League 2020-2021 - 1º Turno                                  | -                                                                         | 72’                                                                       |
| 24-3-2021                                                                 | Riga                                                                      | Lettonia                                                                  | 1 – 2                                                                     | Montenegro                                                                | Qual. Mondiali 2022                                                       | -                                                                         | 75’                                                                       |
| 27-3-2021                                                                 | Podgorica                                                                 | Montenegro                                                                | 4 – 1                                                                     | Gibilterra                                                                | Qual. Mondiali 2022                                                       | -                                                                         |                                                                           |
| 30-3-2021                                                                 | Podgorica                                                                 | Montenegro                                                                | 0 – 1                                                                     | Norvegia                                                                  | Qual. Mondiali 2022                                                       | -                                                                         | 63’                                                                       |
| 2-6-2021                                                                  | Sarajevo                                                                  | Bosnia ed Erzegovina                                                      | 0 – 0                                                                     | Montenegro                                                                | Amichevole                                                                | -                                                                         | 63’                                                                       |
| 5-6-2021                                                                  | Podgorica                                                                 | Montenegro                                                                | 1 – 3                                                                     | Israele                                                                   | Amichevole                                                                | -                                                                         | 60’                                                                       |
| 8-10-2021                                                                 | Gibilterra                                                                | Gibilterra                                                                | 0 – 3                                                                     | Montenegro                                                                | Qual. Mondiali 2022                                                       | -                                                                         | 73’                                                                       |
| 11-10-2021                                                                | Oslo                                                                      | Norvegia                                                                  | 2 – 0                                                                     | Montenegro                                                                | Qual. Mondiali 2022                                                       | -                                                                         | 76’ 89’                                                                   |
| 13-11-2021                                                                | Podgorica                                                                 | Montenegro                                                                | 2 – 2                                                                     | Paesi Bassi                                                               | Qual. Mondiali 2022                                                       | -                                                                         | 62’                                                                       |
| 16-11-2021                                                                | Podgorica                                                                 | Montenegro                                                                | 1 – 2                                                                     | Turchia                                                                   | Qual. Mondiali 2022                                                       | -                                                                         | 67’                                                                       |
| 4-6-2022                                                                  | Podgorica                                                                 | Montenegro                                                                | 2 – 0                                                                     | Romania                                                                   | UEFA Nations League 2022-2023 - 1º turno                                  | -                                                                         | 43’ 56’                                                                   |
| 11-6-2022                                                                 | Podgorica                                                                 | Montenegro                                                                | 1 – 1                                                                     | Bosnia ed Erzegovina                                                      | UEFA Nations League 2022-2023 - 1º turno                                  | -                                                                         | 67’                                                                       |
| 14-6-2022                                                                 | Bucarest                                                                  | Romania                                                                   | 0 – 3                                                                     | Montenegro                                                                | UEFA Nations League 2022-2023 - 1º turno                                  | -                                                                         | 38’ 46’                                                                   |
| 26-9-2022                                                                 | Podgorica                                                                 | Montenegro                                                                | 0 – 2                                                                     | Finlandia                                                                 | UEFA Nations League 2022-2023 - 1º turno                                  | -                                                                         | 63’                                                                       |
| 17-11-2022                                                                | Podgorica                                                                 | Montenegro                                                                | 2 – 2                                                                     | Slovacchia                                                                | Amichevole                                                                | -                                                                         | 45’                                                                       |
| 20-11-2022                                                                | Lubiana                                                                   | Slovenia                                                                  | 1 – 0                                                                     | Montenegro                                                                | Amichevole                                                                | -                                                                         | 90’                                                                       |
| 24-3-2023                                                                 | Razgrad                                                                   | Bulgaria                                                                  | 0 – 1                                                                     | Montenegro                                                                | Qual. Euro 2024                                                           | -                                                                         | 45’ 80’                                                                   |
| 27-3-2023                                                                 | Podgorica                                                                 | Montenegro                                                                | 0 – 2                                                                     | Serbia                                                                    | Qual. Euro 2024                                                           | -                                                                         | 71’                                                                       |
| 7-9-2023                                                                  | Kaunas                                                                    | Lituania                                                                  | 2 – 2                                                                     | Montenegro                                                                | Qual. Euro 2024                                                           | -                                                                         | 72’                                                                       |
| 12-10-2023                                                                | Podgorica                                                                 | Montenegro                                                                | 3 – 2                                                                     | Libano                                                                    | Amichevole                                                                | -                                                                         | 46’                                                                       |
| 17-10-2023                                                                | Belgrado                                                                  | Serbia                                                                    | 3 – 1                                                                     | Montenegro                                                                | Qual. Euro 2024                                                           | -                                                                         | 72’ 88’                                                                   |
| 21-3-2024                                                                 | Boztepe                                                                   | Montenegro                                                                | 2 – 0                                                                     | Bielorussia                                                               | Amichevole                                                                | -                                                                         | 66’                                                                       |
| 25-3-2024                                                                 | Boztepe                                                                   | Montenegro                                                                | 1 – 0                                                                     | Macedonia del Nord                                                        | Amichevole                                                                | -                                                                         | 61’                                                                       |
| 5-6-2024                                                                  | Bruxelles                                                                 | Belgio                                                                    | 2 – 0                                                                     | Montenegro                                                                | Amichevole                                                                | -                                                                         | 61’                                                                       |
| 9-6-2024                                                                  | Podgorica                                                                 | Montenegro                                                                | 1 – 3                                                                     | Georgia                                                                   | Amichevole                                                                | -                                                                         | 46’                                                                       |
| 6-9-2024                                                                  | Reykjavík                                                                 | Islanda                                                                   | 2 – 0                                                                     | Montenegro                                                                | UEFA Nations League 2024-2025 - 1º turno                                  | -                                                                         |                                                                           |
| 9-9-2024                                                                  | Nikšić                                                                    | Montenegro                                                                | 1 – 2                                                                     | Galles                                                                    | UEFA Nations League 2024-2025 - 1º turno                                  | -                                                                         |                                                                           |
| 11-10-2024                                                                | Samsun                                                                    | Turchia                                                                   | 1 – 0                                                                     | Montenegro                                                                | UEFA Nations League 2024-2025 - 1º turno                                  | -                                                                         | 76’                                                                       |
| 14-10-2024                                                                | Cardiff                                                                   | Galles                                                                    | 1 – 0                                                                     | Montenegro                                                                | UEFA Nations League 2024-2025 - 1º turno                                  | -                                                                         |                                                                           |
| 16-11-2024                                                                | Nikšić                                                                    | Montenegro                                                                | 0 – 2                                                                     | Islanda                                                                   | UEFA Nations League 2024-2025 - 1º turno                                  | -                                                                         |                                                                           |
| Totale                                                                    |                                                                           | Presenze                                                                  | 63                                                                        |                                                                           | Reti                                                                      | 0                                                                         |                                                                           |

## Palmarès

### Club

#### Competizioni nazionali
- Campionato montenegrino: 2

Sutjeska: 2012-2013, 2013-2014
- Campionato serbo: 1

Stella Rossa: 2015-2016